# This Machine
Albums de The Dandy Warhols
The Capitol Years 1995-2007
(2010) Distortland
(2016)
This Machine (2012) est le septième album studio du groupe de rock américain The Dandy Warhols.

## Titres
Compositions de Courtney Taylor-Taylor, sauf indication contraire.
1. Sad Vacation - (Brent DeBoer, Courtney Taylor-Taylor)  - 4:27
2. The Autumn Carnival – (Taylor-Taylor, David J) - 4:00
3. Enjoy Yourself - 3:01
4. Alternative Power to the People – (DeBoer, Taylor-Taylor) - 2:45
5. Well They're Gone - 4:15
6. Rest Your Head – (Taylor-Taylor, Miles Zuniga) - 4:12
7. 16 Tons (Merle Travis) - 2:08
8. I Am Free - 4:07
9. SETI vs. the Wow! Signal - 3:17
10. Don't Shoot She Cried – (DeBoer, Zia McCabe) - 5:53
11. Slide – (DeBoer) - 4:57

## Musiciens
- Courtney Taylor-Taylor – chant, guitare électrique
- Peter Holmstrom – guitare électrique, chant
- Zia McCabe - claviers, guitare basse
- Brent DeBoer – batterie, percussions, chant

Autres musiciens:
- Steve Berlin – saxophone baritone (plage 7)
- Kat Gardiner - Theremin (plage 5)
- Daniel Lamb - trombone (plage 8)
- Katie Presley – trompette (plage 8)
- Taylor Aglipay - saxophone tenor (plage 8)